# Thunbergia arnhemica
Thunbergia arnhemica är en akantusväxtart som beskrevs av Ferdinand von Mueller. Thunbergia arnhemica ingår i släktet thunbergior, och familjen akantusväxter. Inga underarter finns listade i Catalogue of Life.